# Брештане
Брештане је насељено мјесто у Лици, у општини Удбина, Личко-сењска жупанија, Република Хрватска.

## Географија
Брештане је удаљено око 15 км западно од Удбине. Налази се у јужном дијелу Крбавског поља.

## Историја
Брештане се од распада Југославије до августа 1995. године налазило у Републици Српској Крајини. До територијалне реорганизације у Хрватској насеље се налазило у саставу бивше велике општине Кореница.

## Становништво
Према попису из 1991. године, насеље Брештане је имало 46 становника. Према попису становништва из 2001. године, Брештане је имало 21 становника. Брештане је према попису из 2011. године имало 5 становника.
| Демографија | Демографија | Демографија |
| Година      | Становника  | Становника  |
| ----------- | ----------- | ----------- |
| 1948.       | 253         |             |
| 1953.       | 264         |             |
| 1961.       | 218         |             |
| 1971.       | 178         |             |
| 1981.       | 92          |             |
| 1991.       | 46          |             |
| 2001.       | 21          |             |
| 2011.       |             | 5           |